# بيت الهميس (بني مطر)

تعديل مصدري - تعديل

بيت الهميس هي إحدى قرى عزلة البروية بمديرية بني مطر التابعة لمحافظة صنعاء، بلغ تعداد سكانها 94 نسمة حسب تعداد اليمن لعام 2004.